# Pieter Spierinckx

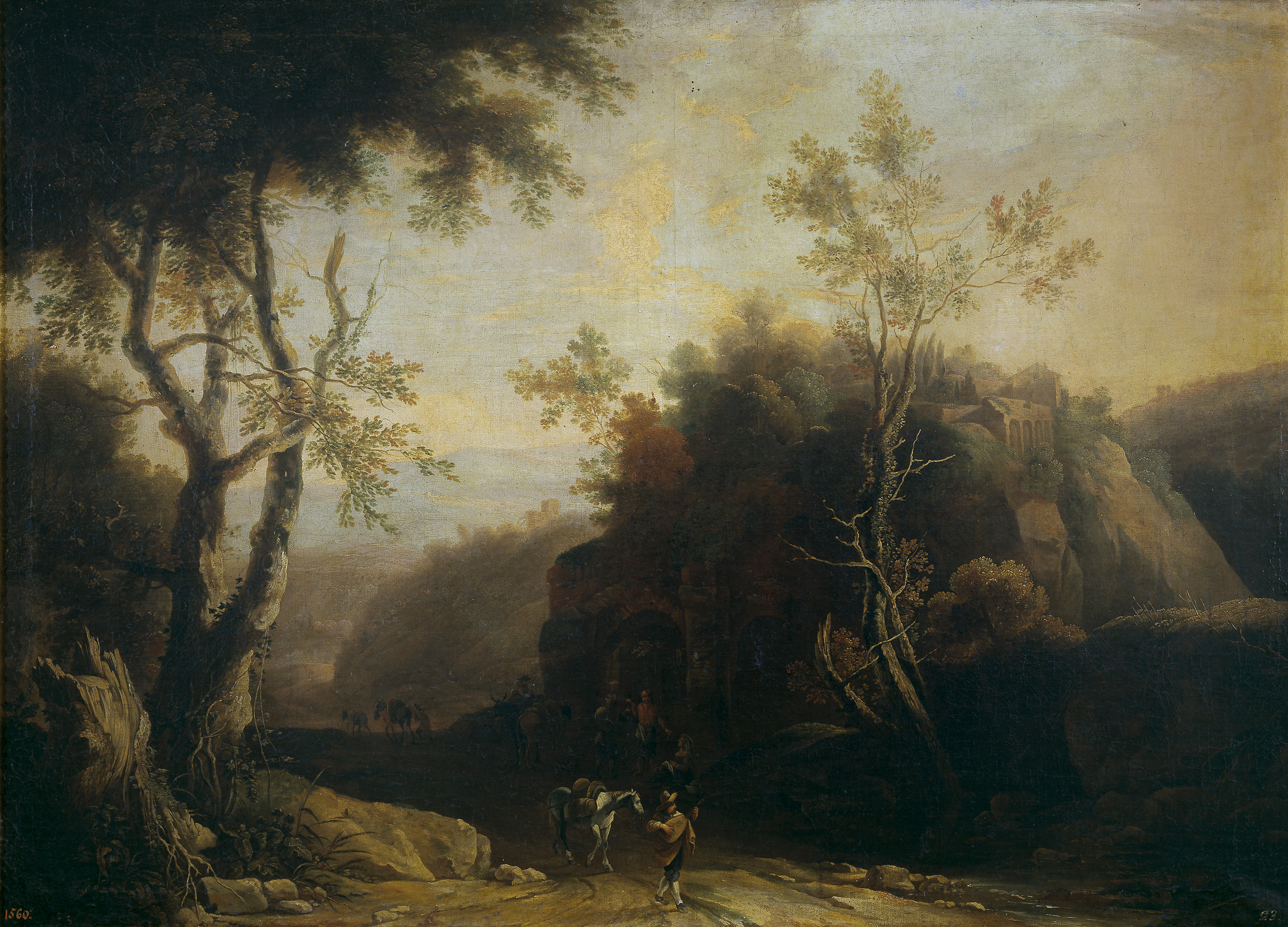
Paesaggio con taverna e acquedotto romano

Pieter Nicolaes Spierinckx (Anversa, 30 agosto 1635 – Anversa, 30 agosto 1711) è stato un pittore fiammingo che risultò fondamentale nella diffusione dello stile italiano nelle Fiandre. Lavorò per patroni rilevanti come i re di Francia e Spagna..

## Biografia
Poco si sa della vita e della formazione artistica di Pieter Spierincks sino al 1655 quando venne accettato come membro della Gilda di San Luca ad Anversa.
Fu attivo ad Anversa nel periodo compreso tra il 1655 ed il 1660. Successivamente si trasferì per qualche tempo in Italia, soggiornando poi a Lione ed a Parigi. Nella capitale francese lavorò per Luigi XIV come pittore paesaggista. Tornò ad Anversa nel 1666 dove sposò Jenne Marie de Jode, figlia del noto incisore Gerard de Jode. Fu maestro di Geeraert Cruys e Jean Carel van de Bruynel.
Morì ad Anversa nel 1711, ma secondo altre fonti sarebbe morto durante un viaggio col quale era diretto a raggiungere l'Inghilterra.

## Opere

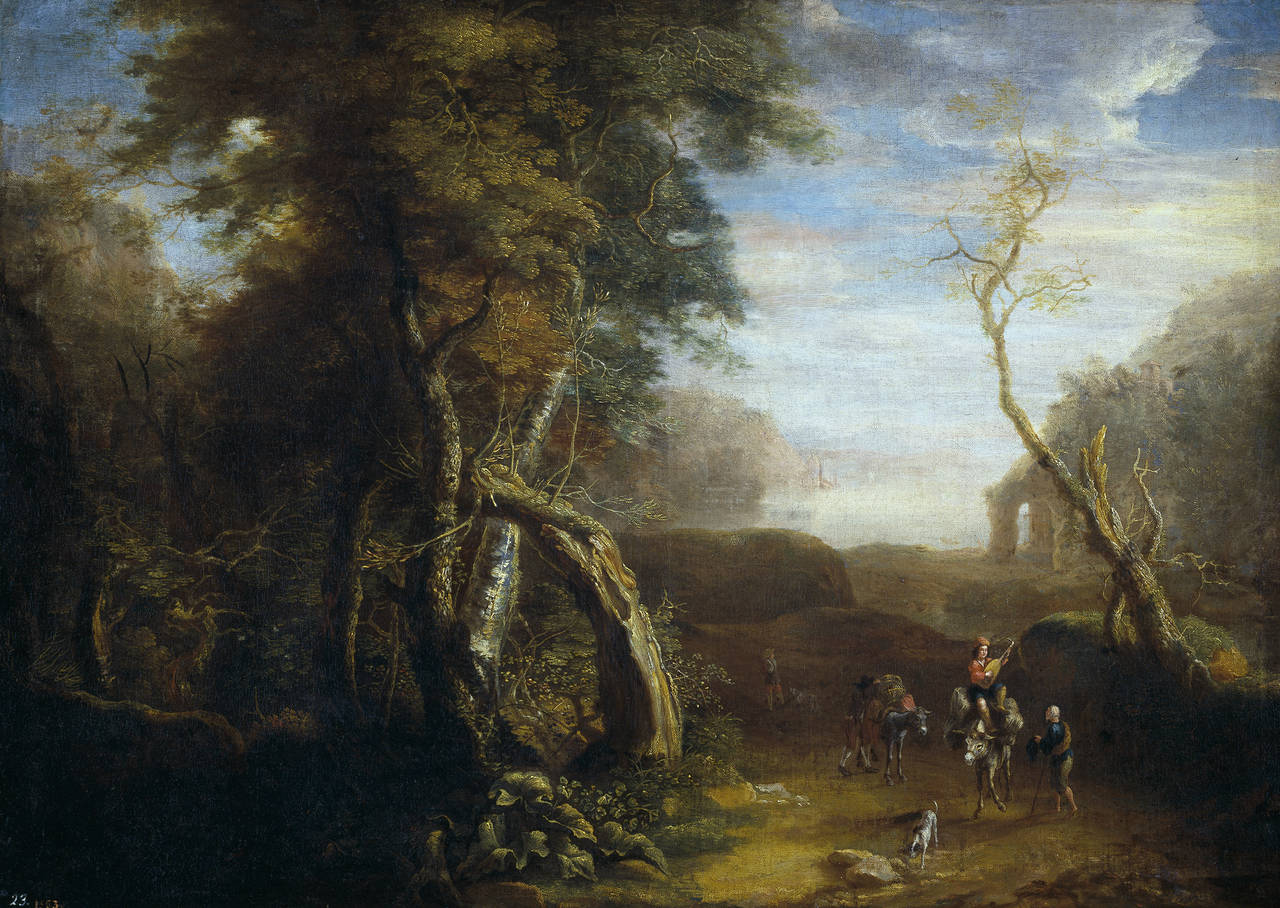
Paesaggio italiano

Pieter Spierincks è noto per i suoi paesaggi ed in particolare per l'uso che ne fece per preparare dei cartoni per alcuni arazzieri di Bruxelles e Oudenaarde. I suoi paesaggi dipinti per il re di Francia, si disse che influenzarono largamente l'opera successiva di Salvator Rosa ma che egli a sua volta si sia ispirato alle opere di Paul Bril. Le sue opere presentano inoltre notevoli somiglianze con quelle di Claude Lorrain, in particolare per la luminosità delle scene campestri.
Il suo stile italianizzante fu molto popolare alla sua epoca e rappresentava la moda decorativa comparsa nelle Fiandre a metà del XVII secolo. Con lui tra l'altro collaborarono altri pittori specializzati in paesaggi come Peter Ykens.
I cartoni realizzati per i laboratori di arazzieri lo portarono a sua volta a collaborare con altri artisti come Lodewijk van Schoor e Peter Ykens.
Di lui si conservano un paio di paesaggi che oggi sono esposti al Museo del Prado di Madrid come parte della collezione reale spagnola.

## Note

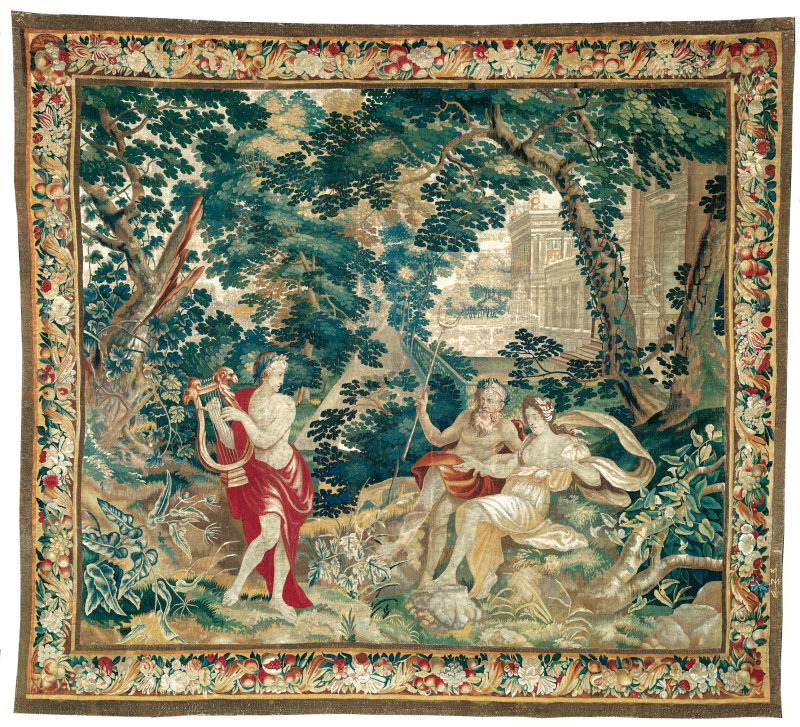
Orfeo suona la lire per Ade e Persefone